# Pizzo Stella
O Pizzo Stella é uma montanha dos Alpes de Platta (sub-cordilheira dos Alpes Réticos ocidentais), na Lombardia, norte da Itália. Tem 3163 m de altitude e 585 m de proeminência topográfica. Fica no Cantão dos Grisões.